# Nadezjda Tjizjova
Nadezjda Vladimirovna Tjizjova (ryska: Надежда Владимировна Чижова), född den 29 september 1945 i Usolje-Sibirskoje, Ryssland, är en sovjetisk friidrottare inom kulstötning.
Hon tog OS-guld i kulstötning vid friidrottstävlingarna 1972 i München.